# Гришин Олексій Геннадійович
Олексій Геннадійович Гришин (біл. Аляксей Генадзьевіч Грышын, 18 червня 1979) — білоруський фристайліст, повітряний акробат, олімпійський чемпіон.
Олексій Гришин взяв участь у чотирьох зимових олімпіадах, починаючи з ігор в Нагано. У Ванкувері на Олімпіаді 2010 він здобув першу в історії золоту олімпійську медаль для Білорусі. До того, у Солт-Лейк-Сіті він був третім призером.
У 2001 Гришин став чемпіоном світу, причому відбулося це у Вістлері, на тому ж трампліні, на якому він став олімпійським чемпіоном через 9 років. Крім цього успіху, в активі Гришина ще дві медалі чемпіонатів світу.
Лауреат Спеціальної премії Президента Республіки Білорусь «Білоруський спортивний Олімп» 2010 року.